# Carabus catenulatus
Carabus catenulatus es una especie de coleóptero adéfago de la familia Carabidae. Habita en Europa, donde ha sido observado en Bosnia y Herzegovina, Italia, Eslovenia, y Suiza.